# Aneta, North Dakota
Aneta, North Dakota (енгл. Aneta) град је у америчкој савезној држави Северна Дакота.

## Демографија
По попису из 2010. године број становника је 222, што је 62 (-21,8%) становника мање него 2000. године.
| Група             | 2000.       | 2010.       |
| Белци             | 277 (97,5%) | 213 (95,9%) |
| Афроамериканци    | 0 (0,0%)    | 0 (0,0%)    |
| Азијати           | 2 (0,7%)    | 0 (0,0%)    |
| Хиспаноамериканци | 2 (0,7%)    | 2 (0,9%)    |
| Укупно            | 284         | 222         |